# Nicolás Barrientos
Nicolás Barrientos (Cáli, 24 de abril de 1987) é um tenista profissional colombiano.

## ATP finais

### Duplas: 1 (1 vice)
| Legenda                           |
| --------------------------------- |
| Grand Slam (0–0)                  |
| ATP World Tour Finals (0–0)       |
| ATP World Tour Masters 1000 (0–0) |
| ATP World Tour 500 Series (0–0)   |
| ATP World Tour 250 Series (0–1)   |

| Finais por Piso |
| --------------- |
| Duro (0–1)      |
| Saibro (0–0)    |
| Grama (0–0)     |
| Carpete (0–0)   |

| Posição | N. | Data          | Torneio                               | Piso | Parceiro             | Oponentes                | Placar                     |
| ------- | -- | ------------- | ------------------------------------- | ---- | -------------------- | ------------------------ | -------------------------- |
| Vice    | 1. | 20 Julho 2014 | Claro Open Colombia, Bogotá, Colômbia | Duro | Juan Sebastián Cabal | Sam Groth Chris Guccione | 6–7(5–7), 7–6(7–3), [9–11] |

## Jogos da América Central e Caribe Central

### Simples: 1 Bronze (1-0)
| Posição | Ano  | Campeonato | Piso   | Oponente     | Placar   |
| ------- | ---- | ---------- | ------ | ------------ | -------- |
| Bronze  | 2014 | Veracruz   | Saibro | Daniel Garza | 6-4, 6–2 |

## Jogos Sulamericanos

### Duplas 1 (1 prata)
| Posição | N. | Data          | Torneio         | Piso   | Parceiro         | Oponente                       | Placar        |
| ------- | -- | ------------- | --------------- | ------ | ---------------- | ------------------------------ | ------------- |
| Prata   | 1. | 15 Março 2014 | Santiago, Chile | Saibro | Carlos Salamanca | Guido Andreozzi Facundo Bagnis | 6–7(5–7), 5–7 |